# Somatochlora provocans
Somatochlora provocans là loài chuồn chuồn trong họ Corduliidae. Loài này được Calvert mô tả khoa học đầu tiên năm 1903.